# Euryphorus brachypterus
Euryphorus brachypterus is een eenoogkreeftjessoort uit de familie van de Caligidae. De wetenschappelijke naam van de soort is voor het eerst geldig gepubliceerd in 1853 door Gerstaecker.